# Pristimantis piceus
Pristimantis piceus es una especie de anfibio anuro de la familia Craugastoridae.

## Distribución
Esta especie es endémica de la Cordillera Central en Colombia. Habita en los departamentos de Antioquia y Cauca entre los 2 540 y 3 400 m de altitud.

## Descripción
Los machos miden de 29.2 a 40.7 mm y las hembras de 39.5 a 49.5 mm.

## Publicación original
- Lynch, Ruíz-Carranza & Ardila-Robayo, 1996 : Three new species of Eleutherodactylus (Amphibia: Leptodactylidae) from high elevations of the Cordillera Central of Colombia. Caldasia, vol. 18, n.º 3, p. 329-342[5]